# Maciej Czyżowicz
Maciej Czyżowicz (* 28. Januar 1962 in Stettin) ist ein ehemaliger polnischer Pentathlet.

## Karriere
Czyżowicz nahm an drei Olympischen Spielen teil. Bei seinem Olympiadebüt 1988 in Seoul landete er im Einzel auf dem 15. Platz, in der Mannschaftswertung wurde er Neunter. In Barcelona konnte er sich 1992 nicht im Einzel verbessern, er erreichte Rang 19. Mit der polnischen Mannschaft, zu der neben Czyżowicz noch Dariusz Goździak und Arkadiusz Skrzypaszek gehörten, wurde er Olympiasieger. Die dritte Teilnahme, 1996 in Atlanta, schloss er im Einzel auf dem 27. Platz ab.
Bei Weltmeisterschaften hatte er bereits 1990 als Teil dieser Mannschaft um ihn, Goździak und Skrzypaszek den dritten Platz erreicht, sowie 1991 die Vizeweltmeisterschaft gewonnen. 1991 wurde er außerdem Vizeweltmeister mit der Staffel. 1994 wiederholte er diesen Erfolg mit der Staffel und gewann im Jahr danach letztlich in dieser Disziplin seinen ersten Weltmeistertitel. 1995 sicherte er sich im Mannschaftswettbewerb außerdem eine weitere Bronzemedaille. Ihm gelang 1996 mit der Staffel die Titelverteidigung.